# I det hemmelige Politis Tjeneste
I det hemmelige Politis Tjeneste (originaltitel: The Woman on the Index) er en amerikansk stum dramafilm fra 1919 instrueret af Hobart Henley. Filmens hovedroller spilles af Pauline Frederick og hendes daværende mand, manuskriptforfatteren Willard Mack. Det var Fredericks første film for Goldwyn Pictures efter at være skiftet fra Paramount. Filmen er baeret på et Broadway-skuespil fra 1918 The Woman on the Index.
Filmen anses for tabt.

## Medvirkende
- Pauline Frederick som Sylvia Martin
- Wyndham Standing som David Maber
- Willard Mack som Hugo Declasse
- Ben Hendricks som John Alden
- Jere Austin som Louis Gordon

## Handling
Filmens handling er beskrevet i filmmagasinet Moving Picture World. I henhold til denne har filmens hovedperson Sylvia Martin (spillet af Frederick) en omtumlet fortid. Smidt ud af et ulykkeligt hjem, bliver hun gift med en køn mand, der imidlertid er en skurk. Før ægteskabet kan fuldbyrdes, begår han selvmord for at undgå at blive arresteret. Sylvia bliver stillet for retten anklaget for mord, men frifindes. Hendes navn står imidlertid i politiets arkiver, der falder i hænderne på Hugo Declasse (spillet af Willard Mack), en snedig agent for bolsjevikkerne. Declasse Han forfølger Sylvia, men hun slå sig sammen med en efterretningsofficer, og hun skaffer sig adgang til dokumenter, som Declasse gemmer. Til slut vender hun tilbage til sin nye mand.